# Live and Cookin' at Alice's Revisited
Live and Cookin' at Alice's Revisited — концертний альбом американського блюзового музиканта Гауліна Вулфа, що вийшов 1972 року на лейблі Chess.

## Опис
Концертний альбом 1972 року Live and Cookin' at Alice's Revisited є свідченням завершального етапу музичної кар'єри Вулфа (музикант помер у 1976 році). Вулф тут виконує такі пісні, як «I Had a Dream», «I Didn't Know» і «Mean Mistreater» Мадді Вотерса. Гурт Вулфа включає гітаристів Г'юберта Самліна і Віллі Вільямса, саксофоніста Едді Шоу, басиста Дейва Маєрса, піаніста Ендрю Луендрю (більше відомого як Санніленд Слім) та ударника Фреда Білоу. Концерт відбувся 26 січня 1972 року в чиказькому клубі «Alice's Revisited».
Альбом вийшов на лейблі Chess у липні 1972 року. 1992 року був перевиданий на CD з додатковими композиціями «The Big House» і «Mr. Airplane Man».

## Список композицій
1. «When I Laid I Was Troubled» (Честер Бернетт) — 7:20
2. «I Don't Know» (Честер Бернетт) — 5:45
3. «Mean Mistreater» (Маккінлі Морганфілд) — 6:40
4. «I Had a Dream» (Честер Бернетт) — 4:45
5. «Call Me the Wolf» (Честер Бернетт) — 5:40
6. «Don't Laugh at Me» (Честер Бернетт) — 4:55
7. «Just Passing By» (Честер Бернетт) — 5:10
8. «Sitting on Top of the World» (Честер Бернетт) — 7:40

Бонус-треки перевидання на CD
1. «The Big House» (Честер Бернетт) — 7:38
2. «Mr. Airplane Man» (Честер Бернетт) — 7:31

## Учасники запису
- Гаулін Вулф — вокал, губна гармоніка
- Г'юберт Самлін, Віллі Вільямс — гітара
- Едді Шоу — тенор-саксофон
- Девід Маєрс — бас-гітара (Fender)
- Ендрю Луендрю — фортепіано
- Фред Білоу — ударні

Технічний персонал
- Ральф Басс — продюсер
- Дейв Гастон, Гері Старр — інженери
- The Graffiteria — дизайн
- Девід Крігер — артдиректор
- Мія Крінські — координатор альбому